# Ядринський повіт
Ядринський повіт (рос. Ядринский уезд, чувас. Етĕрне уесĕ) — адміністративно-територіальна одиниця Казанської губернії, Чуваської АО та Чуваської АРСР, що існувала в 1708—1927 роках. Повітове місто — Ядрин.

## Історія
Ядринський повіт сформувався у 90-х роках XVI століття навколо міста Ядріна, заснованого 1590 року. Основну масу населення повіту в XVII столітті становили ясачні чуваські селяни. За неповними даними, у 80-90-х роках XVII століття в Ядринському повіті було 1258 ясачних і 40 приватновласницьких дворів. У першій чверті XVIII століття ясачні селяни і деякі категорії служивих людей були переведені до розряду державних селян. 1723 року податне населення Ядринського повіту налічувало 9,2 тис. людей — 581 містянин і 8,6 тисячі селян. Серед селян перше місце за чисельністю посідали державні — 8 тис. осіб (чуваші); потім йшли поміщицькі — 363 людини (росіяни); церковно-монастирські — 221 особа (росіяни).
У другій половині XVIII століття церковно-монастирських селян було переведено до розряду державних. У результаті 1795 року в Ядринському повіті налічувалося 60,7 тис. осіб державних селян (59,7 тис. чувашів, 971 росіянин) і 15 тис. поміщицьких російських селян. За даними перепису 1897 року, в Ядринському повіті без міста проживало 152 тис. людей (77,2 тис. осіб складали жінки, 74,8 тис. — чоловіки), зокрема:
- чувашів — 140,3 тис.;
- росіян — 11,6 тис.;
- татар — 40 осіб;
- мордви — 23 людей;
- інших національностей — 13 осіб.

За соціальною належністю: селян — 150,8 тис., представників духовенства — 565, 551 міщанин, 60 почесних громадян, 52 особистих і стовбових дворянина, 17 купців, 1 козачка, 8 представників інших станів, а семеро не вказали стану (4 чоловіки, 3 жінки).
Основним заняттям населення повіту було землеробство. У XVIII столітті (до 1774 року) в повіті було 4 винокурних заводи (усі приватні). Також відомі шкіряні і салотопні заводи купця Засипкіна. У 1882 р були 1 ґуральня й 1 поташний завод. За даними 1901 року, в повіті розташовувалися 1 ґуральня і 1 маслоробний завод, 827 дрібних промислових закладів (зокрема 784 млини, олійниці тощо), 4 лікарні, 131 школа.
До 1708 року Ядринський повіт перебував на території, керованої Казанським наказом, а 1708 року увійшов до Казанської губернії; 1714 року був включений до Нижньогородської губернії і 1719 року приписаний до Алатирської провінції цієї ж губернії. 1779 року Ядринський повіт знову увійшов до Казанської губернії; у 1781-96 роках перебував у Казанському намісництві; у 1796 році включений до складу новоствореної Казанської губернії.
24 червня 1920 року повіт увійшов до складу новоствореної Чуваської АО.
З 21 квітня 1925 року в складі Чуваської АРСР.
1 жовтня 1927 року Ядринський повіт був скасований, а на його території утворено Ядринський район.